# マクダ・ゲッベルス
ヨハンナ・マリア・マクダレナ・ゲッベルス（Johanna Maria Magdalena Goebbels、1901年11月11日 - 1945年5月1日）は、ナチス・ドイツの宣伝相、ヨーゼフ・ゲッベルスの妻。
いわゆる第三帝国の掲げる理想を具現化した母親像として、宣伝に加担した。第二次世界大戦の末期、ソビエト赤軍がベルリンに侵攻した際（ベルリン市街戦）、夫ヨーゼフとの間に生まれた6人の子供達を殺害し自殺した。

## 幼少期・青年期
マクダは、ベルリンの建築家オスカー・リッチェル (Oskar Ritschel)と、ホテルでメイドをしていたアウグステ・ベーレント (Auguste Behrend) の間に生まれた。アウグステはマクダ出産時は20歳だった。父親のオスカーは実業家であったため、多忙によるアウグステとのすれ違いやオスカーの不倫が原因で、マクダが3歳の時に離婚した。両親が離婚してから2年後の1906年、アウグステはユダヤ人で裕福な皮革工場主リヒャルト・フリートレンダーと再婚し、マクダもフリートレンダー姓を名乗った。
1908年、フリートレンダー一家はブリュッセルに移住、母アウグステは多忙を理由にマクダを修道院付属のカトリック系の寄宿学校に入れた。第一次世界大戦勃発時、一家はドイツによるブリュッセル侵攻のため、ベルリンへと逃げ帰った。二人の父親がいたマクダであったが、実父オスカーと継父フリートレンダーの関係は良好で、寄宿学校の長期休暇中はオスカーとフリートレンダーが交代で外国旅行に連れて行っていた。実父オスカーからは、仏教の教えを受けていたこともある。
ベルリンへと逃げ帰ったフリートレンダー一家であったが、母アウグステとフリートレンダーは離婚する。離婚理由はわかっていない。マクダは、ベルリンののコールモルゲン高等学校に通学していた。マクダは1919年3月にアビトゥーアに合格し、ゴスラーのホルツハウゼン女子寄宿学校に入学した。

## ギュンター・クヴァントとの結婚
1920年、美しく成長した19歳のマクダは、列車内で38歳の裕福なドイツ人実業家ギュンター・クヴァントに出会った。クヴァントはマクダの魅力に惹かれ、積極的にアプローチし、1921年1月4日に結婚した。結婚にあたってクヴァントは、マクダにカトリックからプロテスタントに改宗するよう希望し、マクダはそれに従った。
クヴァントには、前妻（スペイン風邪で死去）との間に子供が2人おり、1921年11月1日にマクダは長男ハラルトを出産した。更にクヴァントは篤志家の側面があり、交通事故によって亡くなってしまった親友の子供3人をギュンター家に迎え入れたため、マクダはいきなり4人の子供の母親になる。
結婚する前後から、マクダとクヴァントの関係はうまく行っていなかった。マクダとクヴァントの間には性格の不一致があった。クヴァントは仕事人間のためマクダのことを省みず、結婚後の新婚旅行は仕事を優先し旅行日程を短縮して切り上げるなどしていた。それ以外の旅行も商用旅行の意味合いが強く、クヴァントは現地の工場を視察するなどしていた。クヴァントは大富豪でありながら大変な吝嗇家で、マクダには少額の小遣いしか与えず、家計簿をつけさせていた。そんな夫婦であったが、1927年10月にニューヨークへと旅行し、この時にアメリカでナチスの売り込み活動を行なっていたクルト・リューデッケと出会い、後にマクダと不倫関係になる。マクダは帰国後、体調を崩し流産してしまう。
クヴァントの第1子ヘルムートとマクダは仲が良く、ヘルムートの方はマクダに対して恋愛感情を抱いていた。しかしそのヘルムートは盲腸炎の合併症で1927年7月に死亡した。マクダとクヴァントの夫婦仲に亀裂が入り、マクダが不倫しているという情報を探偵からの報告で知ったクヴァントはマクダを家から追い出した。マクダのこの時の不倫相手については諸説あり、文献によって異なっており、ベルリン大学のエルンストという名前の若い学生とする文献や、シオニストのハイム・ヴィタリー・アルロゾロフというユダヤ人とする文献、若い学生であるが正体不明とする文献など諸説ある。窮地に陥ったマクダであったが、家を出る前に夫のかつての愛人からの恋文を確保しており、これを弱みとして弁護士を立てて離婚を争った。その結果、1929年7月6日に離婚が成立し、家具を含めた住居費50,000ライヒスマルク、病気治療費20,000ライヒスマルクと、月々4,000ライヒスマルクの生活費を受け取ることに成功した。またマクダは、14歳までハラルトの養育権を得た（マクダが再婚した場合はクヴァントに養育権が移る）。

## ゲッベルスとの出会いと結婚

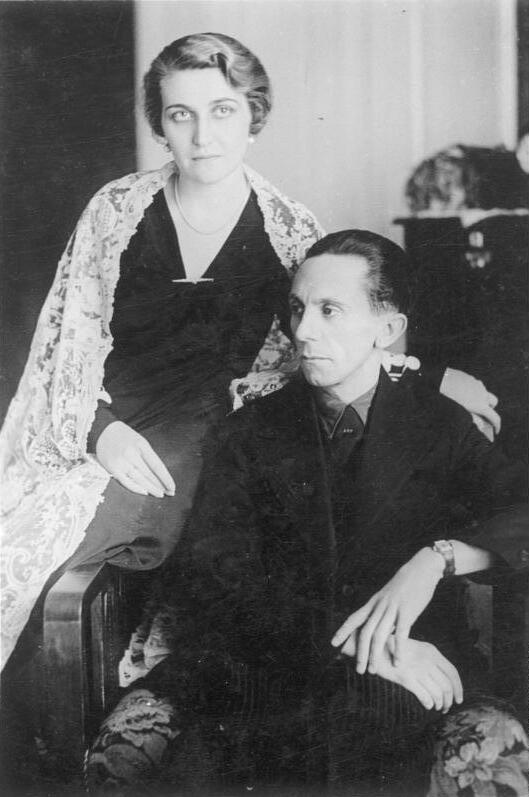
マクダとゲッベルス。

晴れて離婚したマクダは、1930年8月31日、クヴァント夫人時代に知り合ったクルト・リューデッケに誘われ、ナチスの集会に参加した。そこでヨーゼフ・ゲッベルスの演説を聞き、すっかりナチス党に夢中になり、翌日9月1日ナチス党に入党した。マクダは入党後、ナチス党地区婦人部の部長に就任し、アルフレート・ローゼンベルクの「20世紀の神話」と、アドルフ・ヒトラーの我が闘争を読破するほど、ナチスに熱狂していた。マクダが拝命した婦人部部長は名誉職程度の扱いであったが、マクダはナチス党の事務所に顔を出し、仕事を手伝っていた。しかし、周りの入党者は、中産階級程度の人間ばかりで、富裕層であるマクダは人間関係がうまく行っていなかった。マクダは別の仕事を希望し、党管区指導者代理秘書課に配属される。1930年11月7日に、マクダはゲッベルスの個人資料係に就任した。外国語に精通するマクダは、ドイツ国内外の新聞記事に目を通し、ナチスについて記載された記事を収集して、ゲッベルスに提出していた。1931年2月ごろには、マクダとゲッベルスの仲は進展しており、この頃のゲッベルスの日記には度々マクダの名前が登場し、相当夢中だったようで、マクダとの性交回数まで書かれていた。二人は、1931年夏に婚約し、同年12月19日ヒトラー立会人のもと、元夫クヴァントの屋敷で挙式する。なお、ゲッベルスとヒトラーはどちらもカトリック教徒であり、プロテスタントであるマクダとの結婚によってゲッベルスはカトリック教会から破門され、ヒトラーも戒告処分となっている。ユダヤ人と再婚していたマグダの母アウグステからはこの結婚は反対されたため、次のような手紙を送っている。

## ゲッベルスとの結婚後

### 結婚直後
マクダは再婚したためハラルトの親権を失うはずであったが、クヴァントとの交渉により結局親権を得ることになった。1933年1月30日、ヒトラー内閣が成立し、ゲッベルスは閣僚に任命されなかったものの、1933年3月14日、ヒトラーから新設予定の国民啓蒙・宣伝省の大臣に指名される。マクダもゲッベルスの執務に協力し、1933年5月14日に母の日のラジオ演説を行なっている。この頃、ドイツ・ファッション協会の名誉会長に就任した。ナチス・ドイツは化粧を否定し、ドイツ人女性はありのままの姿であることを推奨していたが、マクダは化粧に余念がなく、化粧を肯定する発言を公に述べていた。またマクダは、ファッション雑誌の表紙を飾るなどしていた。これらの行動がゲッベルスの怒りを買い、同年8月にはファッション協会名誉会長を解任される。
1936年夏、ベルリンオリンピックが開催され、ナチス党の政府高官は競って諸外国のゲストをパーティに招いていた。ゲッベルス夫婦もこの波に乗り、政財界の要人やスポーツ関係者、ジャーナリストなど約3000人のゲストを、自身が所有する孔雀島の邸宅で開催した。パーティーは、夜が更けるにつれ単なる乱痴気騒ぎに終わり、マクダは恥をかく結果に終わった。

### ゲッベルスの不倫
宣伝省の大臣であるゲッベルスは、映画製作に携わっていた。ゲッベルスは大変好色な男で、自身の立場を利用して次々と女優に手を出していった。マクダはゲッベルスの不貞に気づいており、見て見ぬふりをしていた。1934年の秋には、不倫相手とゲッベルス、マクダの3人で朝食を摂ることもあった（マクダは不倫に気づいていた）。不倫相手の中でも特に問題が起きたのが、チェコの女優リダ・バーロヴァとの不倫騒動である。1934年12月にリダ・バーロヴァと出会ったゲッベルスは、1936年のニュルンベルク党大会で仲が進展し、1938年になるとゲッベルスはバーロヴァとマクダをヨットクルージングに連れて行き、まざまざと不倫を見せつけていた。さすがに思うところがあったマクダは、ゲッベルスの部下であるカール・ハンケに協力してもらい、ゲッベルスと不倫関係にあった女性のリストアップを依頼し、合計36名のリストを作成してもらった（なおマクダの方も、カール・ハンケと不倫関係にあった）。そしてマクダは、ヒトラーにゲッベルスの素行について陳情し、離婚したい旨をヒトラーに申し出た。ゲッベルスはマクダと別れてリダと結婚し、ドイツを離れて日本大使になることも考えていたが、ヒトラーは激怒し、和解策としてしばらくの間マクダとゲッベルスは別居し、その間ゲッベルスは品行方正であることを求め、結婚を継続するかはマクダに委ねるとした。こうして別居中はゲッベルスの不倫は収まり、1939年1月22日にマクダとゲッベルスは結婚継続の契約書にサインし、バーロヴァはドイツから追放された。

### ゲッベルス家の子供たち
2人の間には6人の子供が生まれた。

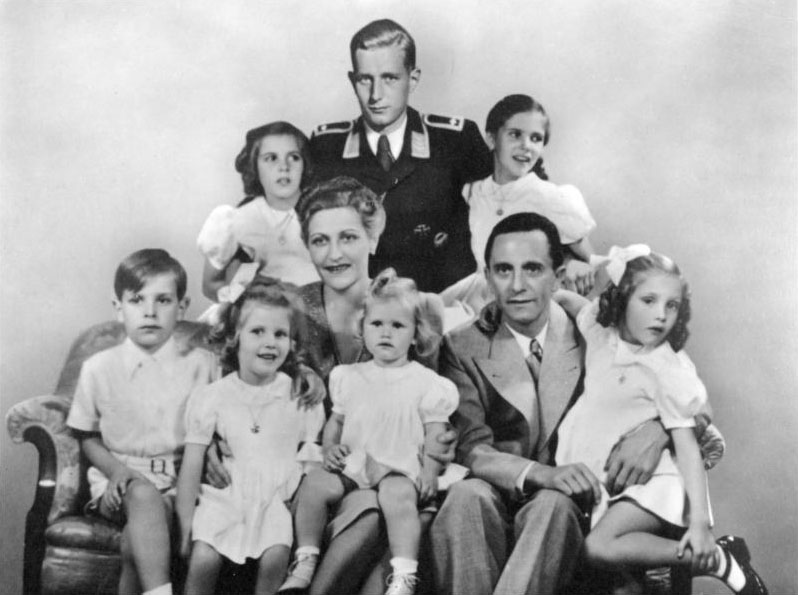
ゲッベルス一家。ハラルトは軍務のため同席できず、軍服姿の写真が後から合成された。

- 長女 ヘルガ（1932年9月1日 - 1945年5月1日）
- 次女 ヒルデ（1934年4月13日 - 1945年5月1日）
- 長男 ヘルムート（1935年10月2日 - 1945年5月1日）
- 三女 ヘッダ（1937年2月19日 - 1945年5月1日）
- 四女 ホルデ（1938年5月5日 - 1945年5月1日）
- 五女 ハイデ（1940年10月29日 - 1945年5月1日）

この他、クヴァント家に生まれた息子ハラルトはゲッベルスと養子縁組をしている。
子供たち全員がHの頭文字で始まる名前だが、これはヒトラーのHにあやかってつけたわけではない。ゲッベルス夫妻には6人の子供がおり、金髪で美しく賢いマクダは理想的な女性と見なされた。ゲッベルスは、ホームビデオで撮影したゲッベルス一家の様子をプロパガンダの材料として利用した。

### 第二次大戦下

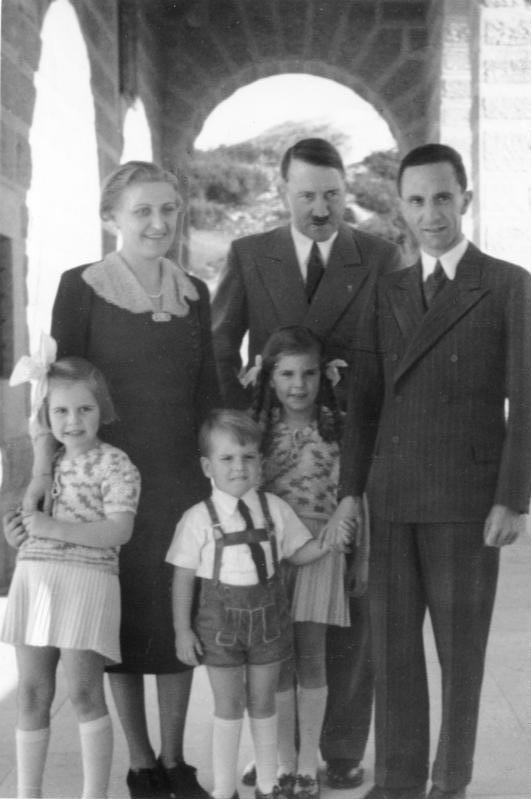
ヒトラーとゲッベルス一家。1938年。

1939年9月1日にナチス・ドイツはポーランドに侵攻し、英仏両国が参戦した。1941年6月22日に独ソ戦が開戦する。マクダは、ナチスドイツの事実上のファーストレディとしての公務に勤しむようになる。公務には陸軍病院の訪問や、母の日のラジオ演説などがあった。一旦は夫婦であることを継続した両者であったが、第二次世界勃発後はゲッベルスは海外出張など仕事に追われ、マクダは体調を崩すことが多くなっていた。
スターリングラード攻防戦がドイツ軍の敗北に終わり、1943年2月18日、ゲッベルスによる総力戦演説がなされた。これを受けて、マクダは極僅かな期間であるが民間企業に勤めに出ていた。しかし、政府高官の夫人として贅沢三昧の生活を送っていたことで勤労奉仕が馬鹿らしくなったことや、自身が体調を崩したことが原因ですぐに辞職してしまった。ゲッベルスとの夫婦仲は、戦争突入後しばらくすると再び綻びが見え始めた。マクダも40代に突入しさすがの美貌にも衰えが見られ、ゲッベルスは再び不倫に勤しむようになった。不倫相手にはゲッベルスの秘書がいた。2人はヒトラーの仲裁による大騒動に懲りていたため、マクダは不倫を黙認していた。マクダは不倫相手に嫌がらせをするなどして、憂さを晴らしていた。
マクダは、1942年頃ゲッベルスからラインハルト作戦について聞かされており、その恐ろしさを友人に告白している。
1944年7月20日、ヒトラー暗殺未遂事件前後の時には、三叉神経痛によってサナトリウムでの入院を経て、手術を受けて安静にしていた。
1945年1月16日、オーデル・ナイセの戦いが始まった。1945年4月20日、ソビエト赤軍がベルリンに入り、ベルリンの戦いが始まった。4月22日、ゲッベルスは妻子を総統地下壕に連れて来させた。4月27日、マクダはヒトラーの黄金ナチ党員バッジを授けられた。翌4月28日、マクダはイギリス軍の捕虜になっていた第1子ハラルト宛に手紙をしたため、ハンナ・ライチュに託した。手紙の内容は以下の通り。

私の愛する息子よ！私たちはもう6日もここ総統の地下壕にいます。パパも、お前の小さな6人の弟や妹たちも、私も私たちの国民社会主義の生命にただ一つだけ可能な名誉ある終止符を打つためです。お前がこの手紙を受け取るかどうか、私にはわかりません……。お前は、私がパパの意に反して彼の側に残ったこと、前の日曜日にも総統が私にここから脱出するために助けようとされたことを知っておくべきです。お前はママをわかっているでしょう……。私たちには同じ血が流れているのよ。私には考える必要はなかった。私たちの素晴らしい理想はおしまいになります。……それとともに私が生涯で知った楽しいものも、驚くに値するものも、尊いものも、善いものもおしまいになります。総統と国民社会主義の後にくる世界は、もうそこに生きる価値のないものです。だから、子供たちもここから一緒に連れて行きます。あの子たちは私たちの後にくる世の中にはもったいない。そして、私が自決しても、慈悲ある神様は私をわかってくださるでしょう。お前は生き残りなさい。そしてお前に一つのお願いがあります。忘れないで、お前がドイツ人であることを、決して名誉を汚さないで、そしてお前の一生によって私たちの死が無駄とならないように心がけてください。

### 子供たちの殺害と自殺
1945年5月1日、ゲッベルス夫妻が子供たちをどのように殺害したかについては諸説あり、今となっては真実と証明することができない。例えば、マクダが子供たちにモルヒネ入りのココアを与えて眠らせ、ルートヴィヒ・シュトゥンプフエッガー医師に青酸カリの投与をさせたという説や、モルヒネも青酸カリもヘルムート・クンツ医師に任せたという説などがある。
ゲッベルス夫妻の自殺についても諸説ある。それぞれ青酸カリを服用して死んだ説、青酸カリを飲んだ後に親衛隊員に銃で止めを刺させた説、ゲッベルスはピストル自殺しマクダは青酸カリを服用した説、双方青酸カリを服用しゲッベルスが止めにマクダと自身を撃った説など、諸説ある。夫妻の遺体は、ガソリンによって火葬された。